# Adamów-Parcel
Adamów-Parcel (prononciation : [aˈdamuf ˈpart͡sɛl]) est un village polonais de la gmina de Radziejowice dans le powiat de Żyrardów de la voïvodie de Mazovie dans le centre-est de la Pologne.
Il se situe à environ 3 kilomètres au nord-est de Radziejowice (siège de la gmina), 11 kilomètres à l'est de Żyrardów (siège du powiat) et à 37 kilomètres au sud-ouest de Varsovie (capitale de la Pologne).
Le village possède approximativement une population de 60 habitants en 2006.

## Histoire
De 1975 à 1998, le village appartenait administrativement à la voïvodie de Skierniewice.